# Volta a Múrcia de 2023
A 43.ª edição da clássica ciclista Volta a Múrcia foi uma corrida em Espanha  celebrada a 11 de fevereiro de 2023 com início na cidade de San San Javier e final no Parque de Alfonso Torres sobre um percurso de 194,7 quilómetros.
A corrida fez parte do UCI Europe Tour de 2023, calendário ciclístico dos Circuitos Continentais da UCI, dentro da categoria 1.1 e foi vencida pelo britânico Ben Turner do Ineos Grenadiers. Completaram o pódio, como segundo e terceiro classificado respectivamente, o australiano Simon Clarke do Israel-Premier Tech e o belga Jordi Meeus do Bora-Hansgrohe.

## Equipas participantes
Tomaram parte na corrida 21 equipas: 9 de categoria UCI WorldTeam, 11 de categoria UCI ProTeam e 1 de categoria Continental. Formaram assim um pelotão de 147 ciclistas dos que acabaram 107. As equipas participantes foram:
| Equipes WorldTeam (9)- Arkéa-Samsic - Astana Qazaqstan Team - Bora-Hansgrohe - Cofidis - Groupama-FDJ - Ineos Grenadiers - Intermarché-Circus-Wanty - Movistar Team - UAE Team Emirates Equipes ProTeam (11)- Burgos-BH - Caja Rural-Seguros RGA - Eolo-Kometa - Equipo Kern Pharma - Euskaltel-Euskadi - Israel-Premier Tech - Lotto Dstny - Q36.5 Pro Cycling Team - Team Flanders-Baloise - TotalEnergies - Tudor Pro Cycling Team Equipe Continental- Electro Hiper Europa |
| |

## Classificação final
- A classificação finalizou da seguinte forma:[3]

| \| Classificação geral \| Classificação geral \| Classificação geral \| Classificação geral \| Classificação geral \| \| Ciclista \| Ciclista \| Equipe \| Tempo \| \| \| ------------------- \| ------------------- \| ------------------------ \| ------------------- \| ------------------- \| \| 1. \| Ben Turner \| Ineos Grenadiers \| 4h24m59s \| \| \| 2. \| Simon Clarke \| Israel-Premier Tech \| + 0s \| \| \| 3. \| Jordi Meeus \| Bora-Hansgrohe \| + 0s \| \| \| 4. \| Valentin Madouas \| Groupama-FDJ \| + 0s \| \| \| 5. \| Matteo Trentin \| UAE Team Emirates \| + 0s \| \| \| 6. \| Tim Wellens \| UAE Team Emirates \| + 0s \| \| \| 7. \| Pascal Eenkhoorn \| Lotto Dstny \| + 0s \| \| \| 8. \| Loïc Vliegen \| Intermarché-Circus-Wanty \| + 0s \| \| \| 9. \| Milan Menten \| Lotto Dstny \| + 0s \| \| \| 10. \| Gorka Izagirre \| Movistar Team \| + 0s \| \| |                  |                          |          |
| |                  |                          |          |
| Fonte: ProCyclingStats |                  |                          |          |
| Classificação geral |                  |                          |          |
| Ciclista | Ciclista         | Equipe                   | Tempo    |
| 1. | Ben Turner       | Ineos Grenadiers         | 4h24m59s |
| 2. | Simon Clarke     | Israel-Premier Tech      | + 0s     |
| 3. | Jordi Meeus      | Bora-Hansgrohe           | + 0s     |
| 4. | Valentin Madouas | Groupama-FDJ             | + 0s     |
| 5. | Matteo Trentin   | UAE Team Emirates        | + 0s     |
| 6. | Tim Wellens      | UAE Team Emirates        | + 0s     |
| 7. | Pascal Eenkhoorn | Lotto Dstny              | + 0s     |
| 8. | Loïc Vliegen     | Intermarché-Circus-Wanty | + 0s     |
| 9. | Milan Menten     | Lotto Dstny              | + 0s     |
| 10. | Gorka Izagirre   | Movistar Team            | + 0s     |

## UCI World Ranking
A Volta a Múrcia outorgará pontos para o UCI World Ranking para corredores das equipas nas categorias UCI WorldTeam, UCI ProTeam e Continental. As seguintes tabelas são o barómetro de pontuação e os dez corredores que obtiveram mais pontos:
| Posição             | 1.º | 2.º | 3.º | 4.º | 5.º | 6.º | 7.º | 8.º | 9.º | 10.º | 11.º | 12.º | 13.º-15.º | 16.º-25.º |
| Classificação geral | 125 | 85  | 70  | 60  | 50  | 40  | 35  | 30  | 25  | 20   | 15   | 10   | 5         | 3         |

| Classificação |                  |                          |        |
| Posição       | Ciclista         | Equipa                   | Pontos |
| ------------- | ---------------- | ------------------------ | ------ |
| 1.º           | Ben Turner       | Ineos Grenadiers         | 125    |
| 2.º           | Simon Clarke     | Israel-Premier Tech      | 85     |
| 3.º           | Jordi Meeus      | Bora-Hansgrohe           | 70     |
| 4.º           | Valentin Madouas | Groupama-FDJ             | 60     |
| 5.º           | Matteo Trentin   | UAE Emirates             | 50     |
| 6.º           | Tim Wellens      | UAE Emirates             | 40     |
| 7.º           | Pascal Eenkhoorn | Lotto Dstny              | 35     |
| 8.º           | Loïc Vliegen     | Intermarché-Circus-Wanty | 30     |
| 9.º           | Milan Menten     | Lotto Dstny              | 25     |
| 10.º          | Gorka Izagirre   | Movistar                 | 20     |